# Vjenčanje u pravoslavlju
Vjenčanje u pravoslavlju je poznato kao "krunidba".

## Uvod
Bit pravoslavnoga braka je želja za konačnim (vječnim) stvarima kroz dobrovoljnu privolu muškarca i žene u nedjeljivu zajednicu svega života, u nasljedovanju Krista prema Crkvi. Pravoslavlje smatra, da brak ne prestaje ni u slučaju smrti jednog od supružnika. Rađanje, odgoj potomstva i spolno sjedinjenje su sekundarni ciljevi, temporalni - za razliku od prvoga, a to je stvaranje vječnog duhovnog zajedništva. Ovaj sakrament je organski povezan s euharistijom.
Pravoslavna teologija drži, da su celibat i brak u osnovi dva različita načina da se dođe u Kraljevstvo Božje, a oba su usmjerena na njega. Pastoralna tradicija Crkve snažno ističe, da brak treba biti ukorijenjen u vječnosti kroz zajedničku molitvu i služenje. Važno je, da se ovaj sakrament temelji prije svega na duhovnoj povezanosti, velikodušnosti i ljubavi u kršćanskom smislu.

## Razmjena prstenja
Pravoslavni sakrament ženidbe, sastoji se od dva dijela: razmjene prstena i krunidbe. Ovaj prvi dio vjenčanja može se izjednačiti s "civilnim vjenčanjem". Ono se odvija u predvorju (ulazu) crkve; to područje vidi Crkva kao najbliže 'izvanjskom' svijetu. U ovoj službi, Crkva prva moli za par. Ovdje Crkva priznaje i blagoslivlja zajedništvo, koje je započelo "u svijetu" i još čeka ispunjenje u svijetu koji dolazi. Nakon blagoslova svećenika, mladenci jedno drugome stavljaju prstenje na desnu ruku. Prsten je simbol zaruka, sporazuma, vlasti i upravljanja.

## Procesija
Nakon razmjene prstenova, svećenik vodi par u povorci prema središtu crkve. Svećenik pjeva Psalam 128, "Blago svima koji se boje Gospodina, koji njegovim hode stazama! ..." Par prinosi sebe osobno jedno drugome, svoj život i sve što ispunjava njihove živote, na oltar kao žrtvu Bogu. Njihov odnos ulazi u novu stvarnost Božjeg kraljevstva.

## Objava i paljenje svijeća
Oboje mladenaca objavljuje, da su došli slobodno, bez ograničenja ili prethodne obveze, kako bi se združili pred Bogom kao muž i žena. (U modernoj praksi, ova proklamacija često se čini na početku, prije razmjene prstenja.)
Mladenka i mladoženja zatim si predaju svijeće, koji se drže tijekom cijele službe. Svijeće predstavljaju vjeru i volju da slijede svjetlo istine, Isusa Krista, te da će ići kroz život praćeni učenjem Crkve.

## Krunjenje
Nakon molitve u njihovo ime, svećenik kruni mladoženju i mladenku: "U ime Oca i Sina i Duha Svetoga: Gospodine, Bože naš, okruni ih u slavi i časti." Krune imaju dva značenja. Prvo, one otkrivaju da su muškarac i žena, u zajedništvu s Kristom, i sudjeluju u Njegovu kraljevstvu. Drugo, kao u drevnoj Crkvi, krune su simbol svjedočanstva Kristove prisutnosti u njihovu životu i svijetu.

## Biblijska čitanja
Čita se dio Pavlove poslanice Efežanima (Ef, 5:20-33). Ona predstavlja kamen temeljac kršćanske vizije braka: ljubav muškarca i žene paralela je ljubavi Krista i Crkve. Kao što se Krist daje potpuno za svoju Crkvu, tako se suprug daje potpuno za svoju ženu. Kao se daje Kristu, tako i žena svome mužu. Tako oboje žive međusobnu ljubav i uzajamnu podložnost međusobno u Kristu.
Čita se dio iz Evanđelja po Ivana (Iv, 2:1-11), poznato kao svadba u Kani Galilejskoj, gdje Krist pretvara vodu u vino. Osoba mora piti vodu da preži. Vino je, s druge strane, više nego samo piće koje gasi žeđ i nastavlja život. Vino je povezano s radošću, proslavom, sa životom koji je puno više od pukog preživljavanja. Svojom prisutnošću na vjenčanju, Isus mijenja jedinstvo muškarca i žene u nešto novo. Brak postaje više od puke ljudske institucije, te postaje, kao i sama Crkva, znak da je Božja Kraljevstvo već počelo u našoj sredini.

## Čaša vina i Izaijin ples
Nakon nekoliko molitvi, svećenik paru daje čašu vina, kao znak njihovog zajedničkog života, dijeljenje radosti i tuge, uspjeha i neuspjeha, nada i strahova: "Uzet ću kalež spasenja i zazvati ime Gospodnje."
Slijedi Izaijin ples. Svećenik s Evanđeljem ili križom u ruci predvodi mladence i s njima obilazi tri puta oko postavljenog stola u sredini. Kumovi drže mladencima krune iznad njihovih glava, a djeveruše drže zapaljene bijele svijeće. Pjevaju se svečani himni. Obilazi se tri puta u spomen na Presveto Trojstvo.

## Skidanje kruna i čestitanje
Na kraju službe, krune se uklanjaju i svećenik moli da Bog primi ove krune u svoje kraljevstvo. Stvarnost Kraljevstva, u koje su mladenci ušli nije u potpunosti ispunjena, tek počinje. Muž i žena moraju primiti Božje kraljevstvo i učiniti ga prisutnim u svakodnevnom životu. Završetak i ispunjenje će doći, kada se Krist vrati u moći i slavi da dovrši izgradnju svojega Kraljevstva u ovom svijetu.
Na kraju službe, par stoji u podnožju oltara. Ženidba je počela u stražnjem dijelu crkve, a završava kod oltara. Samo vječno kraljevstvo Isusa Krista, koje simbolizira oltar, ostaje ispred njih. Par se okreće i gledaju okupljene vjernike. Kroz ovaj sakrament, oni su postali slika Crkve i Krista. Rodbina i prijatelji dolaze im čestitati i podijeliti radost.